# 姫井由美子
姫井 由美子（ひめい ゆみこ、1959年〈昭和34年〉2月14日 - ）は、日本の政治家。参議院議員（1期）、岡山県議会議員（2期）、自由党岡山県連代表などを歴任した。

## 経歴
岡山県岡山市中区出身。岡山県立岡山操山高等学校卒業。岡山大学法文学部第二部を経て、同大学院法学研究科修了。1982年に司法書士試験合格、父の後を継いで司法書士・行政書士事務所を開業する。全国青年司法書士協議会副会長、岡山青年会議所常任理事などを歴任。
1999年、民主党公認候補として岡山県議会議員選挙（旧岡山市第1選挙区選出）に立候補し、初当選。以後連続2期を務めた。その間、民主党岡山県連の副幹事長などを務める。
2006年12月に参議院選挙立候補を表明し、2007年の第21回参議院議員通常選挙岡山県選挙区において、自由民主党前職で自民党参議院幹事長の片山虎之助を破り初当選。選挙運動の際に「姫の虎退治」をキャッチフレーズに活動し、初当選後は今回の参院選の象徴区とされた。
2008年8月28日、渡辺秀央、大江康弘ら共に新党・改革クラブ（のちの新党改革）の結成に参加する意向を明らかにし、その日の昼に民主党に離党届を提出した。しかし、菅直人らの説得を受け翌日にすぐさま翻意した。その後、記者会見にて今後も民主党員として頑張る旨の報告をした。この離党騒ぎは、不倫スキャンダル（後述）や自著出版騒動などで民主党内に居場所がなくなっていたためとされる。県連とのしこりは大きく残ったが、菅や江田五月のとりなしで事なきを得る。尚、菅の本籍は元々岡山であり、妻（旧姓は姫井）の出身地でもある。
2009年12月、小沢訪中団の一員として北京を訪れる。
2011年4月14日、東日本大震災の復興補正予算が議論される中、復興予算捻出のためのODA削減案に反対する超党派連合のメンバーとして名を連ねる。
2012年6月10日、民主党岡山県連は、2013年の参院選で姫井を公認しない方針を決定した。姫井の不倫疑惑や離党届の提出騒動などを問題視した結果であるとしている。
2012年、野田内閣の消費増税方針に反発し、7月2日に民主党に離党届を提出し、7月3日に受理された。同年7月11日、国民の生活が第一の結党に参加した。
2012年10月23日には、同年12月の第46回衆議院議員総選挙に、国民の生活が第一の第2次公認候補となることが決まった。岡山から千葉8区へ国替えとなり、その後、国民の生活が第一は日本未来の党へ合流したため、同党公認として立候補。なお、参議院議員として半年余の任期が残っていたが、立候補と共に退職（自動失職）となった。結果は18,846票（得票率8.2%、4位）で落選し、比例区との重複立候補で名簿1位であったものの、小選挙区得票率が10%に届かず、供託金を没収された。
2013年7月の第23回参議院議員通常選挙では比例区からの立候補を模索していたが、最終的に断念。
2016年7月10日に執行された第24回参議院議員通常選挙に生活の党と山本太郎となかまたち公認で比例区から立候補し、4年ぶりの政界への復帰を目指したが落選した。同年11月25日に自由党（生活の党から改称）岡山県総支部連合会の設立を届出て、代表に就任した。
2019年6月19日、国民民主党総務会で同年執行予定の第25回参議院議員通常選挙の比例区候補として擁立されることが決定した。7月21日の投開票の結果、落選。
2021年10月31日投開票の第49回衆議院議員総選挙にて立憲民主党公認で比例中国ブロック単独での立候補が発表された。投開票の結果、落選。

## 政策
- 選択的夫婦別姓制度導入に賛成[16][17]。

## 不祥事・騒動
- 2007年の参院選当選後、週刊誌に不倫問題を報じられた[18]。
- 2007年10月、飲食店開業の際に名義を無断で使って営業許可申請していたとして、元高校教師親子から有印私文書偽造・同行使の容疑で刑事告発されたが、姫井側は合意の上だったとして、この容疑を否定した[19]。姫井は、2008年4月、有印私文書偽造・同行使の容疑で書類送検された[20]が、2008年12月24日に岡山地方検察庁は、飲食店開店の際の有印私文書偽造と同行使、参議院選挙での詐欺の疑いについて、いずれも嫌疑不十分と判断して姫井を不起訴処分とした[21]。
- 2007年11月、同年の参議院選挙の際、選挙ポスターの制作費と選挙カーの燃料費を水増し請求したとして、市民オンブズマンから詐欺罪で告発を受けた[22]。これらの問題への対応が不十分として、民主党岡山県連は2007年11月11日に姫井を厳重注意処分とし、姫井は県連副代表を辞任した[23]。
- 2011年3月、東北地方太平洋沖地震の際に配給された非常食を笑顔で手にする写真をブログに掲載し、これが不謹慎だとして批判を受けた。該当記事はまもなく削除された[24]。

## 家族
夫がおり、一男一女の母。

## メディア出演
- 「太田光の私が総理大臣になったら…秘書田中。」（日本テレビ系）

### 2007年
- 「平成教育委員会2007・真夏の林間学校SP」（8月19日放送分/フジテレビ系）
- ラジオ日本「ラジカントロプス2・0」（9月20日・28日放送）

### 2008年
- ｢ビートたけしのTVタックル｣（2008年3月31日）時代劇ドラマ出演：勝谷誠彦演じる天下り役人・勝谷誠彦に犯されそうになる女中の役を演じた

## 著作
- 『姫の告白』 双葉社 (2007/12)、ISBN 978-4575300123
- 『コンビニ夢物語』 KADOKAWA (2015/12)、ISBN 978-4041037959
  - 松生秀二監督・文音をヒロインとして自らエグゼクティブプロデューサーを務め映画化し、2016年3月に劇場公開された。